# Liceo scientifico statale Augusto Righi (Roma)
Il liceo scientifico statale Augusto Righi di Roma, si trova nel rione Ludovisi, non lontano da via Vittorio Veneto ed è intitolato al fisico e politico italiano Augusto Righi.

## Storia

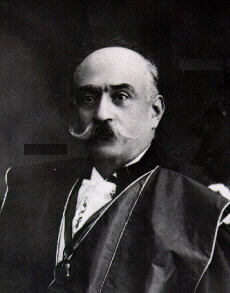
Augusto Righi

L'istituto nacque come succursale del liceo scientifico statale Camillo Cavour, primo liceo scientifico di Roma, trovando sede in una palazzina in stile liberty di via Boncompagni, nel rione Ludovisi. Nel 1946 la scuola ottenne l'autonomia e fu intitolata al fisico e politico italiano Augusto Righi; divenuta punto di riferimento, in qualità di secondo liceo scientifico della capitale, dovette far fronte ad un crescente numero di studenti, inaugurando diverse succursali. Negli anni settanta la sede centrale fu trasferita in via Sicilia e, successivamente, nei primi anni duemila, in un palazzo di via Campania che condivide con il liceo ginnasio Torquato Tasso e la scuola media Michelangelo Buonarroti. La sede originaria di via Boncompagni, dopo un lungo restauro, è divenuta una succursale.
Dalle succursali dell'istituto hanno avuto origine altri due istituti autonomi: il terzo liceo scientifico di Roma, il liceo scientifico statale Amedeo Avogadro e il liceo scientifico statale Plinio Seniore.